# Turma do Barulho
Turma do Barulho foi um grupo de música cristã contemporânea brasileiro, voltado ao público infantil.

## Biografia
Suelem, Jorginho, Elen Diana e Daniela Araújo filhos dos renomados cantores Jorge Araújo e Eula Paula, iniciaram na musica desde pequenos tendo a Elen ter gravado uma canção num disco deles em 1986 e no LP Viagem sem conexão do seu pai em 1988 antes de ingressarem com seus irmãos para o primeiro LP Vamos Louvar a Jeová, lançado em 1988 pela Louvores do coração, sucesso imediato, foi através deste disco que a banda mirim viajou por todo o país e no exterior, a partir do segundo disco em 1991 todos os trabalhos seriam gravados pela gravadora do próprio pai a Nova Geração de forma independente, ainda em 1991 o grupo se estreava sob divulgação de seus dois trabalhos em alguns programas de televisão com espaços para o meio gospel como o extinto programa Carlos Apolinário. O último disco do grupo foi lançado em 2008 e em 2012 com tentativa de voltar lançaram somente um Single: Salmo 23

### Pós-Turma do Barulho
Daniela Araújo investiu na carreira solo e lançou seu primeiro disco em 2011 o Segundo em 2014 , o Albúm se  Chama Criador do mundo e em 2015 Daniela foi a nova contratada pela Gravadora Som Livre, e Elen Diana que havia lançado o primeiro álbum homônimo em 2006 também se voltou para a carreira solo em 2012.

## Discografia[3]
- 1988: Vamos Louvar a Jeová
- 1990: Volume 2
- 1993: Volume 3
- 1995: Volume 4
- 1996: Volume 5
- 1998: Volume 6
- 1999: Volume 7
- 2000: Volume 8
- 2001: Volume 9
- 2001: Volume 10
- 2003: Volume 11
- 2006: Volume 12
- 2012 Single: 1. Salmo 23